# Julius Nielsen (Fußballspieler)
Julius Lorents Nielsen (* 26. April 2006) ist ein dänischer Fußballspieler.
Er spielt seit seiner Kindheit bei Silkeborg IF und gab im Juli 2024 sein Profidebüt. Nielsen ist zudem auch dänischer Nachwuchsnationalspieler.

## Leben

### Karriere im Vereinsfußball
Julius Nielsen stammt ursprünglich aus Resenbro, einem Vorort von Silkeborg, und spielte für Resenbro UIF, bevor er im Alter von neun Jahren in die Jugendabteilung von Silkeborg IF wechselte. Am 28. Juli 2024 gab er im Alter von 18 Jahren sein Profidebüt in der Superliga, als er bei der 1:2-Niederlage bei Aalborg BK in der 69. Minute für Tonni Adamsen eingewechselt wurde. Silkeborg IF war in der Saison zuvor Pokalsieger geworden und nahm als solcher am europäischen Wettbewerb teil. Dabei schied der Verein in der zweiten Qualifikationsrunde zur Europa League gegen Molde FK aus und in der darauffolgenden dritten Qualifikationsrunde der Conference League bedeutete KAA Gent Endstation.

### Laufbahn in der Nationalmannschaft
Julius Nielsen vertritt sein Herkunftsland Dänemark als Nachwuchsnationalspieler in den Altersklassen U16, U17, U18 und U19.